# Wahoo McDaniel
Edward Hugh McDaniel (Bernice, 19 giugno 1938 – Houston, 18 aprile 2002) è stato un wrestler e giocatore di football americano statunitense.
Noto principalmente come Wahoo McDaniel, fu uno dei primi grandi lottatori nativi americani; interpretava la gimmick del capo indiano guerriero, e militò principalmente nella NWA. Notevole anche la sua carriera sportiva precedente al wrestling, giocò nella AFL come professionista in squadre quali San Diego Chargers, Houston Oilers, Denver Broncos, New York Jets, e Miami Dolphins, prima che una serie di infortuni gli precludesse la carriera nel football.

## Carriera

### Football americano
La carriera nel football di McDaniel venne pesantemente condizionata dagli infortuni. Giocò come linebacker nella American Football League militando nelle squadre Houston Oilers e Denver Broncos, ma raggiunse il vero successo nel 1964 quando si trasferì nei New York Jets. Passato ai Miami Dolphins nel 1966, fu uno dei top player della squadra. Durante la stagione 1968-69, mandò al tappeto due agenti di polizia nel corso di una lite e venne trasferito ai San Diego Chargers. Wahoo non giocò nemmeno una partita nelle file dei Chargers, e si dedicò alla lotta a tempo pieno.

### Wrestling
Wahoo iniziò ad interessarsi alla lotta quando ancora era un giocatore di football, allenandosi durante le pausa della stagione con il veterano Dory Funk a Amarillo, Texas, mentre era sotto contratto con Houston Oilers e Denver Broncos. Quando giocava nei New York Jets, Vince McMahon Sr. lo portò nella World Wide Wrestling Federation (WWWF). Durante questo periodo, affrontò avversari quali Boris Malenko, Cowboy Bill Watts, Dr. Jerry Graham e Waldo Von Erich. Mentre giocava nei Miami Dolphins, Eddie Graham lo chiamò per farlo combattere in coppia con José Lothario. Il suo debutto al Madison Square Garden ebbe luogo il 25 gennaio 1965, dove sconfisse Boris Malenko. All'epoca Malenko era ancora solo un jobber, tuttavia, il match ebbe ampia risonanza sulla stampa grazie al fatto che McDaniel era un giocatore di football.
Dopo aver lasciato il football americano, Wahoo lottò alle Hawaii e nella zona di Houston, Texas, dove raggiunse la piena popolarità. Ebbe rivalità con Boris Malenko, del quale vinse anche lo "scalpo", e sfidò diverse volte Dory Funk Jr. per il titolo NWA World Heavyweight Championship. Il feud fece il tutto esaurito alla Sam Houston Coliseum in diverse occasioni, e spesso i match tra i due terminavano in pareggio per limite di tempo massimo. Successivamente passò alla American Wrestling Association dove ebbe una rivalità di successo con "Superstar" Billy Graham.

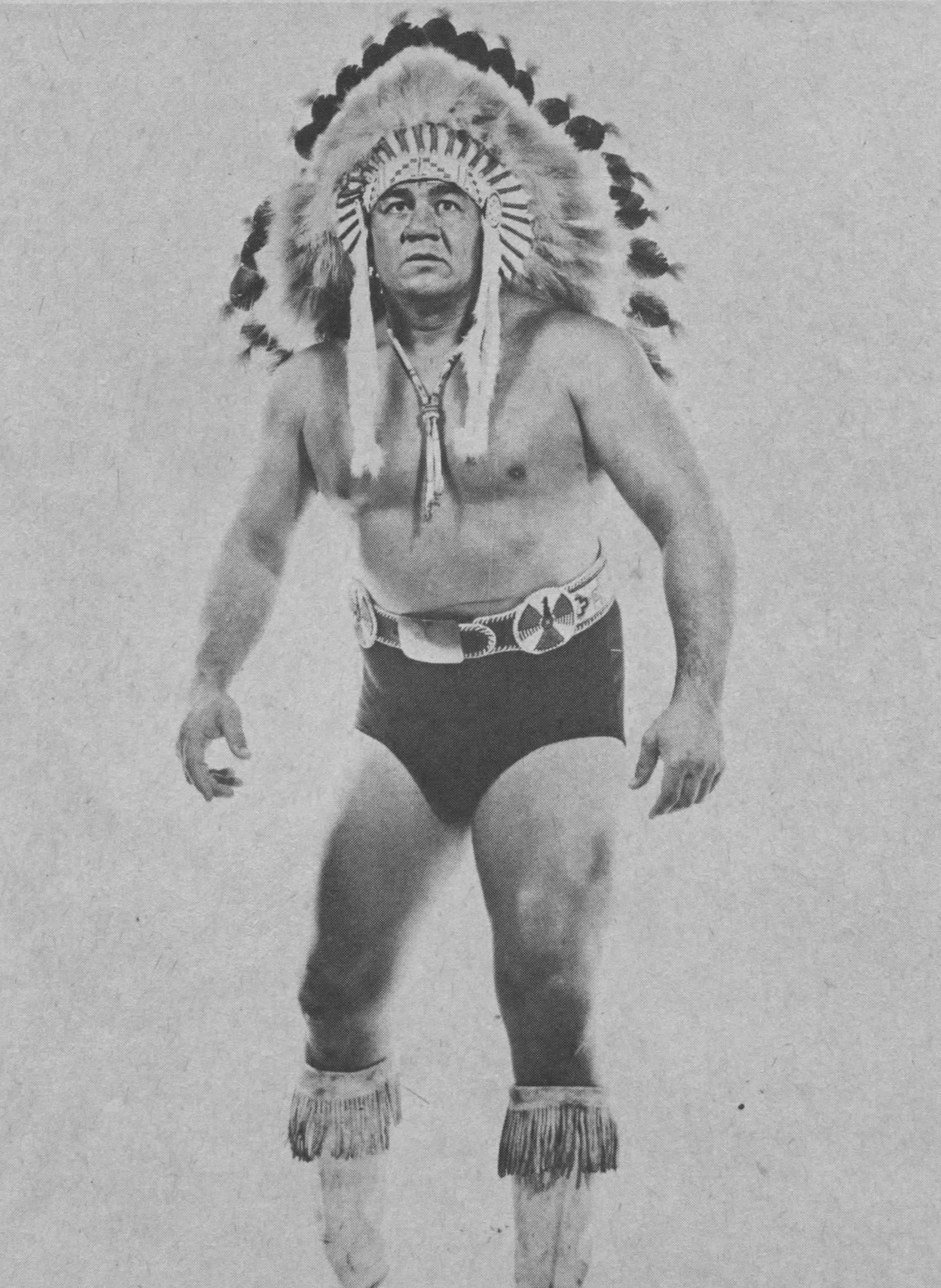
Wahoo McDaniel nel 1973

Nel 1974, Wahoo si trasferì nella Mid-Atlantic per lottare nella Jim Crockett Promotions dove si costruì una forte rivalità con Johnny Valentine. Wahoo vinse il titolo Mid-Atlantic battendo Valentine il 29 giugno 1975, a Asheville, in Carolina del Nord.
In seguito McDaniel si scontrò con un giovane Ric Flair in un feud con in palio il titolo Mid-Atlantic Heavyweight Championship che perdurò in tutto il periodo 1975-1976.
Nel 1977, il figlio di Johnny Valentine, Greg Valentine, assalì Wahoo rompendogli una gamba in un angle nel quale avrebbe dovuto vendicare il padre dalle sconfitte subite per mano di McDaniel. Greg Valentine vinse il titolo l'11 giugno 1977, e Wahoo lo riconquistò due mesi dopo. Il 7 settembre 1977, Valentine si riprese la cintura di campione. Il feud viene ricordato principalmente per le interviste che gli fecero di contorno, come quella dove Flair e Valentine, qualche settimana dopo l'infortunio alla gamba di McDaniel, gli chiesero se avesse dovuto farsi fare una sedia a rotelle su misura per accogliere il suo corpo grasso e sfatto.
Wahoo vinse il titolo Mid-Atlantic per l'ultima volta in un match contro Valentine svoltosi a Greensboro, NC, il 2 aprile 1978. Il regno da campione durò solo una settimana, e Wahoo perse il titolo contro Ken Patera.
McDaniel ritornò nella Mid-Atlantic nel 1981, ed ebbe un feud con Roddy Piper circa il titolo United States Championship che terminò con la vittoria di Piper quando egli si alleò con Abdullah the Butcher che mise fuori combattimento Wahoo infortunandolo. In seguito Wahoo ebbe un sanguinoso feud con Sgt. Slaughter. Nel 1984, tradì Ricky Steamboat, conquistando il titolo U.S. per la quarta volta quando Tully Blanchard arrivò in aiuto di Wahoo colpendo Steamboat con una sedia d'acciaio. Venne privato del titolo per comportamento scorretto ma lo riconquistò nel corso di un torneo indetto per assegnare la cintura. Wahoo difese il titolo a Starrcade contro Billy Graham ma lo perse poi in favore di Magnum T.A. all'inizio del 1985. Dopo aver perso la cintura, lavorò principalmente per la Championship Wrestling from Florida. Lottò in coppia con Billy Jack Haynes vincendo la versione della compagnia dell'NWA United States Tag Team Title da Rick Rude e Jesse Barr (alias Jimmy Jack Funk).
Nel 1986, tornò da face nella Mid-Atlantic combattendo in alcuni celebri Indian Strap Match con Jimmy Garvin e Rick Rude. Vinse l'NWA National Heavyweight Championship sconfiggendo Tully Blanchard il 28 agosto 1986, ma perse l'incontro di unificazione dei titoli con il campione NWA U.S. Nikita Koloff.
Per i restanti anni ottanta, combatté principalmente nella AWA e per la WWC di Porto Rico. In questi anni sfidò Curt Hennig, Jerry Lawler, e Larry Zbyszko.
Nel 1993 fece coppia con Jim Brunzell e Blackjack Mulligan per affrontare Don Muraco, Jimmy Snuka, e Dick Murdoch durante il ppv WCW Slamboree: A Legend's Reunion. L'anno dopo, prese parte a una storyline dove lui e Chief Jay Strongbow, che interpretava una gimmick simile di capo indiano, passavano metaforicamente il testimone a Tatanka. Dopo un feud con Ivan Koloff e Mean Marc Ash nel circuito indipendente, nel 1996 Wahoo McDaniel si ritirò dal ring.
Nel 1995, è stato ammesso nella WCW Hall of Fame.

## Vita privata
McDaniel era un nativo americano Choctaw-Chickasaw.
Si è sposato cinque volte con quattro donne diverse. Con la prima moglie, Monta Rae, ebbe due figlie, Nikki, nata nel giugno 1963 e residente a Houston, Texas, e Cindi, nata nell'ottobre 1965, e residente a Rowlett, Texas. Ritiratosi dal wrestling, McDaniel divenne un grande appassionato di pesca.

## Morte
Lo stato di salute di McDaniel iniziò a degenerare nella metà degli anni novanta, causando il suo ritiro dall'attività nel 1996, e la successiva perdita della funzionalità di entrambi i reni. Era in attesa di un trapianto quando morì per complicazioni dovute al diabete il 18 aprile 2002; il corpo è stato cremato.

## Personaggio

### Mossa finale
- Overhead Chop

## Titoli e riconoscimenti
- Cauliflower Alley Club
  - Other honoree (1996)
- Championship Wrestling from Florida
  - NWA Florida Heavyweight Championship (1)[2]
  - NWA Florida Television Championship (1)[3]
  - NWA Southern Heavyweight Championship (Florida version) (2)[4]
  - NWA United States Tag Team Championship (Florida version) (1) – con Billy Jack Haynes[5]
  - NWA World Tag Team Championship (Florida version) (2) – con José Lothario[6]
- Georgia Championship Wrestling
  - NWA Georgia Heavyweight Championship (2)[7]
  - NWA Georgia Tag Team Championship (1) – con Tommy Rich[8]
  - NWA Macon Heavyweight Championship (1)[9]
- International Pro Wrestling
  - IWA World Heavyweight Championship (1)[10]
- Mid-Atlantic Championship Wrestling / Jim Crockett Promotions / World Championship Wrestling
  - NWA Mid-Atlantic Heavyweight Championship (6)[11]
  - NWA National Heavyweight Championship (1)[12]
  - NWA United States Heavyweight Championship (5)[13]
  - NWA World Tag Team Championship (Mid-Atlantic version) (4) – con Mark Youngblood (2), Rufus R. Jones (1), e Paul Jones (1)[14]
  - WCW Hall of Fame (Classe del 1995)[15]
- National Wrestling Alliance
  - NWA Hall of Fame (Classe del 2011)[16]
- NWA Big Time Wrestling
  - NWA American Heavyweight Championship (2)[17]
  - NWA American Tag Team Championship (3) – con Johnny Valentine (2), & Thunderbolt Paterson (1)[18]
  - NWA Texas Heavyweight Championship (1)[19]
  - NWA Texas Tag Team Championship (1) – con Tony Parisi[20]
- Professional Wrestling Hall of Fame
  - (Classe del 2010) - Tv Era
- Pro Wrestling Illustrated
  - PWI Most Popular Wrestler of the Year (1976)
  - 97º nella lista dei migliori 500 wrestler singoli dei "PWI Years" del 2003.
- Southern Championship Wrestling
  - SCW Hall of Fame (Classe del 1998)[21]
- Southwest Championship Wrestling
  - SCW Southwest Heavyweight Championship (2)[22]
  - SCW Southwest Tag Team Championship (1) – con Terry Funk[23]
  - SCW World Tag Team Championship (1) – con Ivan Putski[24]
- Wrestling Observer Newsletter
  - Wrestling Observer Newsletter Hall of Fame (Classe del 2002)